# Juan Carlos Orellana
Juan Carlos Orellana Jara (ur. 21 czerwca 1955 w Santiago, zm. 10 listopada 2022 tamże) – piłkarz chilijski grający podczas kariery na pozycji napastnik. W roku 1979 razem z drużyną CSD Colo-Colo wywalczył mistrzostwo ligi.